# Helena Paulo
Pour les articles homonymes, voir Paulo.
Helena Gilda Simão Paulo, (née le 24 janvier 1998) est une joueuse angolaise de handball qui évolue comme arrière centrale au Clube Desportivo Primeiro de Agosto et en équipe d'Angola féminine de handball.
Elle a représenté l'Angola au Championnat du monde de handball féminin 2017 en Allemagne,.

## Palmarès

### En club
compétitions internationales
- vainqueur du Super globe féminin en 2019 (avec CD Primeiro de Agosto)

### En équipe nationale
Championnats du monde
- 19e place au Championnat du monde 2017
- 15e place au Championnat du monde 2019

Championnats d'Afrique
- Médaille d'or au championnat d'Afrique 2021.
- Médaille d'or au championnat d'Afrique 2022.

Jeux africains
- Médaille d'or aux Jeux africains de 2019.

## Distinctions personnelles
- Meilleure ailière gauche du championnat d'Afrique 2021[3]
- Meilleure joueuse du championnat d'Afrique 2022[4]